# Milford (Utah)
Pour les articles homonymes, voir Milford.
Milford est une municipalité américaine située dans le comté de Beaver en Utah.
Lors du recensement de 2010, sa population est de 1 409 habitants. La municipalité s'étend sur 3,08 milles carrés (7,98 km2).
Milford est fondée vers 1880 et devient une municipalité en 1903. Elle doit son nom à sa situation près d'un gué (en anglais : ford) sur la Beaver River, qui servait autrefois à atteindre un moulin (en anglais : mill).